# Chhabra
Chhabra è una suddivisione dell'India, classificata come municipality, di 22.795 abitanti, situata nel distretto di Baran, nello stato federato del Rajasthan. In base al numero di abitanti la città rientra nella classe III (da 20.000 a 49.999 persone).

## Geografia fisica
La città è situata a 24° 40' 0 N e 76° 49' 60 E e ha un'altitudine di 320 m s.l.m..

## Società

### Evoluzione demografica
Al censimento del 2001 la popolazione di Chhabra assommava a 22.795 persone, delle quali 12.078 maschi e 10.717 femmine. I bambini di età inferiore o uguale ai sei anni assommavano a 3.839, dei quali 2.054 maschi e 1.785 femmine. Infine, coloro che erano in grado di saper almeno leggere e scrivere erano 13.759, dei quali 8.409 maschi e 5.350 femmine.